# Journal of Inorganic Biochemistry
Journal of Inorganic Biochemistry je mesečni recenzirani naučni časopis koji pokriva istraživanja neorganskih aspekata biohemije, kao što su metaloenzimi i metalobiomolekuli. Časopis je osnovan 1971. pod nazivom Bioinorganic Chemistry, a sadašnje ime je dobio 1979. Od 1996, glavni urednik je bio Džon H. Doson (Univerzitet Južne Karoline).
Po izveštaju koji je objavio Journal Citation Reports, časopi je 2014. godine imao faktor impakta od 3.444, ragirajući se 7. među 44 časopisa u kategoriji „Hemija, neorganska i nuklearna“.

## Spoljašnje veze
- Званични веб-сајт